# John Debney
John Cardon Debney, född 18 augusti 1956 i Glendale, Kalifornien, är en oscarnominerad amerikansk filmmusikkompositör.

## Filmografi (urval)
- 1985–1987 – Fame (TV-serie) (32 avsnitt)
- 1986 – Cagney och Lacey (TV-serie) (1 avsnitt)
- 1987 – Sportfånen Långben som fotbollsstjärna
- 1988–1989 – Police Academy (TV-serie) (65 avsnitt)
- 1990 – Tiny Toon Adventures (TV-serie) (2 avsnitt)
- 1993 – Hocus Pocus
- 1993–1994 – SeaQuest DSV (TV-serie) (19 avsnitt)
- 1993 – Star Trek: Deep Space Nine (TV-serie) (2 avsnitt)
- 1994 – Little Giants
- 1994 – Star Trek: The Next Generation (TV-serie) (1 avsnitt)
- 1995 – Cutthroat Island
- 1995 – Hjärna på rymmen (kortfilm)
- 1995 – Houseguest
- 1995 – Sudden Death
- 1996 – Carpool
- 1996 – Doctor Who (TV-film)
- 1996 – Kameleonten (TV-serie) (1 avsnitt)
- 1997 – Jag vet vad du gjorde förra sommaren
- 1997 – Liar Liar
- 1998 – Paulie
- 1999 – Gadget
- 1999 – End of Days
- 2000 – Kejsarens nya stil
- 2000 – The Replacements
- 2001 – En prinsessas dagbok
- 2001 – Heartbreakers
- 2001 – Jimmy Neutron: Underbarnet
- 2001 – Som hund och katt
- 2001 – Spy Kids
- 2002 – Dragonfly
- 2002 – Snow Dogs
- 2002 – Spy Kids 2 - De förlorade drömmarnas ö
- 2002 – The Hot Chick
- 2002 – The Scorpion King
- 2002 – The Tuxedo
- 2003 – Bruce den allsmäktige
- 2003 – Elf
- 2004 – The Passion of the Christ (Oscarnominerad)
- 2004 – The Whole Ten Yards
- 2004 – Helens små underverk
- 2004 – Spider-Man 2
- 2004 – En prinsessas dagbok 2 – kungligt uppdrag
- 2004 – Julfritt
- 2005 – The Pacifier
- 2005 – Sin City
- 2005 – På äventyr med Sharkboy och Lavagirl
- 2005 – Lilla kycklingen
- 2005 – Zathura – Ett rymdäventyr
- 2005 – Fullt hus igen
- 2006 – Myrmobbaren
- 2006 – Bondgården
- 2006 – Everyone's Hero
- 2007 – Georgia Rule
- 2007 – Evan den allsmäktige
- 2008 – Ett UFO i New York
- 2008 – Mumien: Drakkejsarens grav
- 2008 – Swing Vote
- 2008 – Soraya M.
- 2009 – Hannah Montana: The Movie
- 2009 – Old Dogs
- 2010 – Valentine's Day
- 2010 – Iron Man 2
- 2010 – Predators
- 2010 – Yogi Björn
- 2010 – The Sims Medeltiden (dataspel)
- 2011 – New Year's Eve
- 2013 – The Call
- 2013 – Jobs
- 2015 – Svampbob Fyrkant: Äventyr på torra land
- 2016 – Djungelboken
- 2016 – Ice Age 5: Scratattack
- 2017 – The Greatest Showman
- 2017–2019 – The Orville (TV-serie) (14 avsnitt)
- 2019 – Dora and the Lost City
- 2021–2022 – The Mighty Ducks: Game Changers (TV-serie) (20 avsnitt)
- 2021 – Home Sweet Home Alone
- 2022 – Tur
- 2023 – Spy Kids: Armageddon
- 2024 – Katten Gustaf – Filmen
- 2024 – Space Cadet
- 2025 – I dina drömmar
- 2025 – SvampBob: Jakten på Fyrkant